# Lluvias de Mérida de 2021
Las lluvias en Mérida, Venezuela, empezaron en agosto de 2021. A pesar de que al menos 5 estados se han visto afectados por las lluvias, en el estado Mérida han ocasionado inundaciones, deslaves y cortes de electricidad. 

## Víctimas
Para el 26 de agosto, se registraron al menos 20 fallecidos en el estado como consecuencia. La zona más afectada ha sido el municipio Tovar, donde se han registrado al menos 11 de las 20 víctimas. Adicionalmente se han registrado al menos 17 desaparecidos y según el ministro de interior, Remigio Ceballos, al menos 54.553 personas han resultado afectadas.

## Historia
Al menos 800 viviendas han sufrido daños y 60 han sido totalmente destruidas. El interventor del estado designado por Maduro, Jehyson Guzmán, ha indicado que la región ha recibido más de 40 toneladas de ayuda humanitaria para los afectados por las lluvias y que se ha desplegado maquinaria para desbloquear vías los derrumbes. Como respuesta, al menos 12.649 funcionarios civiles, entre bomberos, equipos de rescate y protección civil fueron activados a nivel nacional. El 26 de agosto Nicolás Maduro firmó "decreto de emergencia" por 90 días para los estados afectados por las lluvias: Apure, Bolívar, Yaracuy, Zulia y Mérida.
La organización Cáritas Mérida ha habilitado centros de acopio para ofrecer apoyo a las comundiades de El Valle de Mocotíes y El Salado, y el obispo auxiliar de la Arquidiócesis de Mérida ha visitado las zonas afectadas. El 29 de agosto funcionarios de seguridad impidieron el paso de ayuda humanitaria al estado. La Conferencia Episcopal de Venezuela rechazó el bloqueo y le exigió a la Guardia Nacional su paso.